# Weixinismus

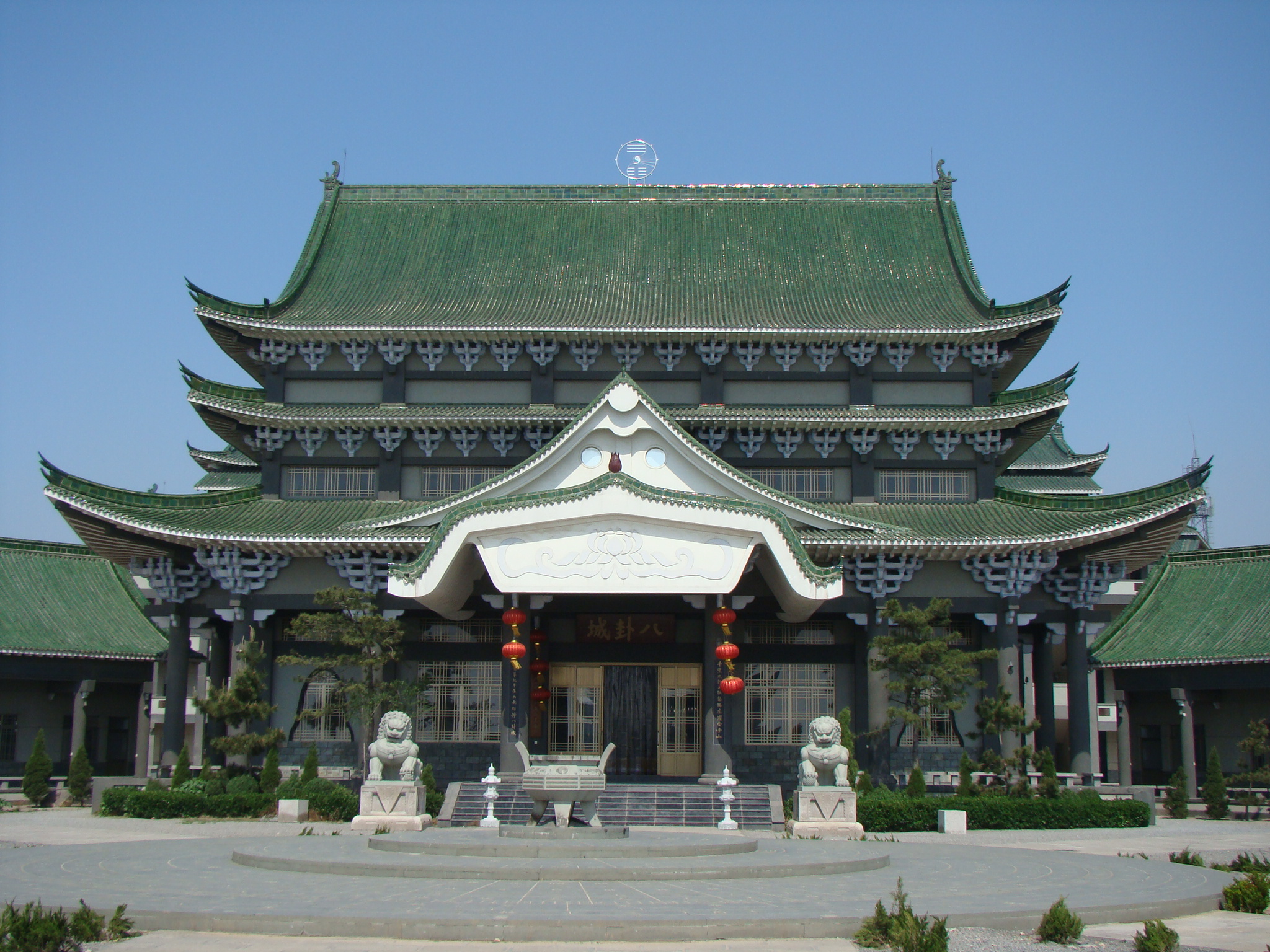
Tempel der acht Trigramme, das Hauptquartier der Weixinistischen Kirche in Hebi, Henan.

Weixinismus (唯心教 Wéixīnjiào), oder Heilige Kirche des Herzens Nur (唯心聖教 Wéixīn Shèngjiào) ist eine Institutionalisierung der chinesischen Volksreligion, die in der Verehrung der drei traditionellen Ahnengötter besteht.